# La Malahá
La Malahá är en kommun i Spanien.   Den ligger i provinsen Provincia de Granada och regionen Andalusien, i den södra delen av landet, 400 km söder om huvudstaden Madrid. Antalet invånare är 1 837. Arean är 25,0 kvadratkilometer. La Malahá gränsar till Alhendín, Escúzar, Ventas de Huelma, Chimeneas och Las Gabias. 
Terrängen i La Malahá är huvudsakligen platt.